# Sarah Katsoulis
Sarah Katsoulis (ur. 10 maja 1984 w Milton) – australijska pływaczka, brązowa medalistka mistrzostw świata.
Jej największym sukcesem jest brązowy medal mistrzostw świata w pływaniu w Rzymie (2009) na dystansie 50 m stylem klasycznym.